# 島原市立第二小学校
島原市立第二小学校（しまばらしりつだいにしょうがっこう, Shimabara City Daini Elementary School）は長崎県島原市萩が丘二丁目にある公立小学校。略称は「二小」（にしょう）。

## 概要
歴史
1873年（明治6年）に開校した「二番小学協律学校」を前身とする。2008年（平成20年）に創立135周年を迎えた。
校章
円と「二」の文字、「小」の文字を組み合わせたものとなっている。
校歌
1942年（昭和17年）に制定。作詞は清水辰一（修補:風巻景次郎）、作曲は信時潔による。歌詞は4番まであり、校名は登場しない。
校区
住所表記で島原市の後に「小山町、萩原一～三丁目、青葉町、寺町、萩が丘一・二丁目、上の原一～三丁目、白土町、加美町、桜町、万町、堀町、中堀町、新町一・二丁目、高島一・二丁目、弁天町一・二丁目、湊道一・二丁目、下折橋町の一部（4694番地）」が続く地区。
中学校区は島原市立第一中学校・島原市立第二中学校。

## 沿革
- 1873年（明治6年）12月12日 - 島原村の桜馬場に「一番小学完善学校」、新町の年寄屋敷・隈部孫一宅の一部を校舎に「二番小学協律学校」が開校。
- 1874年（明治7年）4月 - 一番小学完善学校が「第五大学区第二中学区[1]島原小学校」に改称。
- 1875年（明治8年）5月 - 二番小学協律学校が大手に移転し、「第五大学区第三中学区有明小学校」に改称。
- 1878年（明治11年）- 島原村の一部が分立し、島原町となる（島原村と島原町が併存）。
- 1884年（明治17年）9月8日 - 大手女子小学校を分設。
- 1886年（明治19年）9月24日 - 小学校令が施行される。
  - 島原小学校に尋常科（修業年限4ヶ年）を設置し、「島原学区尋常島原小学校」に改称。島原村と島原町の男児を収容。
  - 有明小学校に尋常科（修業年限4ヶ年）を設置し、「島原学区尋常大手女児小学校」に改称。島原村と島原町の女児を収容。
- 1889年（明治22年）4月1日 - 町村制が施行される。これにより島原町と島原村で尋常小学校学区の分離が検討され始める（それまで島原町と島原村の組合で運営）。
- 1890年（明治23年）4月1日
  - 尋常島原小学校を島原村立の小学校とし、島原村の児童を収容。男女共学に戻す。
  - 尋常大手女児小学校を「尋常大手小学校」に改称。島原町立の小学校とし、島原町の児童を収容。男女共学に戻す。
- 1893年（明治26年）1月24日 - 小学校令の改正により、「大手尋常小学校」に改称（「尋常」の位置が変わる）。
- 1900年（明治33年）10月25日 - 大手から新町に移転を完了し「島原町尋常小学校」に改称。
- 1908年（明治41年）4月 - 小学校令の改正により、義務教育期間が尋常科4年から尋常科6年に延長されたため、尋常科5・6年を新設。
- 1911年（明治44年）4月 - 2教室を増築。
- 1924年（大正13年）4月1日 - 新・島原町の発足[2]に伴い「島原第二尋常小学校」に改称[3]。
  - 崩山・桜井寺下から南東に通じる新道以北の地域を校区とする。
  - 第二尋常小学校には高等科は併置されず、尋常小学校を修了し高等科に進学を希望する児童は島原第一尋常高等小学校の高等科に通学した。
- 1925年（大正14年）10月15日 - 第3棟4教室が完成。
- 1938年（昭和13年）9月1日 - 木造2階建て4教室が完成。
- 1941年（昭和16年）4月1日 - 国民学校令により、「島原第二国民学校」に改称。従来の尋常科を初等科に改称。
- 1942年（昭和17年）12月 - 校歌を制定。
- 1947年（昭和22年）
  - 2月 - 学校給食を開始。
  - 4月1日 - 学制改革（六・三制の実施）により、「島原市立第二小学校」（現校名）となる。
- 1955年（昭和30年）10月1日 - 完全給食を開始。
- 1963年（昭和38年）8月6日 - プールが完成。
- 1972年（昭和47年）9月1日 - 新校舎が完成し移転を完了。
- 1973年（昭和48年）3月31日 - 体育館が完成。
- 1975年（昭和50年）7月25日 - プールを改築。
- 1976年（昭和51年）3月18日 - 創立100周年記念碑を建立。
- 1980年（昭和55年）12月12日 - 校章・校旗を制定。
- 1984年（昭和59年）1月7日 - 土俵が完成。
- 1987年（昭和62年）12月15日 - 郷土資料館が併設される。
- 1990年（平成2年）11月17日 - 雲仙普賢岳が198年ぶりに噴火。
- 1991年（平成3年）
  - 6月3日 - 雲仙普賢岳で大火砕流が発生。臨時休業とし夏休みを1ヶ月繰り上げて開始。
  - 7月31日 - 雲仙普賢岳の噴火で窓の開放が困難になったため、全教室に空調（クーラー）を完備。
  - 8月1日 - 授業を再開。
- 1995年（平成7年）
  - 5月25日 - 大分県豊後高田市の高田小学校と兄弟校を締結。
  - 10月9日 - ランチルームが完成。
- 1996年（平成8年）10月22日 - 奈良尾町立岩瀬浦小学校とふるさとふれあい学習を実施。
- 2002年（平成14年）4月 - 完全学校週5日制が開始。
- 2023年（令和5年）12月1日 - 創立150周年記念式典を開催。

## 交通アクセス
最寄りの鉄道駅
- 島原鉄道 島原鉄道線 島原駅、霊丘公園体育館駅

最寄りのバス停
- 島鉄バス 島原市内線 「萩が丘」バス停

最寄りの国道
- 国道251号（島原街道・がまだすロード）

## 周辺
- 島原総合運動公園・島原市営野球場
- 春陽保育園
- 島原活水幼稚園
- 稲荷大社
- 法義寺
- 薬草園跡